# Psárov
Psárov (en allemand : Psarow) est une commune du district de Tábor, dans la région de Bohême-du-Sud, en République tchèque. Sa population s'élevait à 107 habitants en 2020.

## Géographie
Psárov se trouve à 20 km au sud-est de Tábor, à 50 km au nord-est de České Budějovice et à 91 km au sud-sud-est de Prague.
La commune est limitée par Mlýny et Hojovice au nord, par Bořetín à l'est, par Březina au sud et par Budislav et Choustník à l'ouest.

## Histoire
La première mention écrite de la localité date de 1379.

## Administration
La commune se compose de deux quartiers :
- Psárov
- Tříklasovice